# Tjursholmarna
Tjursholmarna este o arie protejată (arie de protecție specială avifaunistică — SPA) din Suedia întinsă pe o suprafață de 22,9 ha, integral pe uscat.

## Localizare
Centrul sitului Tjursholmarna este situat la coordonatele 58°34′39″N 12°57′03″E / 58.5776°N 12.9509°E.

## Înființare
Situl Tjursholmarna a fost declarat arie de protecție specială avifaunistică în august 2012 pentru a proteja 3 specii de animale.

## Biodiversitate
Situată în ecoregiunea boreală, aria protejată nu include niciun habitat protejat.
La baza desemnării sitului se află mai multe specii protejate de  păsări (3): Branta leucopsis, cufundar polar (Gavia arctica), chiră de baltă (Sterna hirundo).